# Ronan Le Crom
Pour l’article homonyme, voir Le Crom.
Ronan Le Crom, né le 13 juillet 1974 à Lorient (Morbihan), est un footballeur français, professionnel jusqu'en 2013, qui évolue au poste de gardien de but.

## Biographie

### Football (1984-2013)
Formé à l'AJ Auxerre, il doit jouer son premier match en coupe d’Europe mais se blesse : il vient de laisser Fabien Cool dans les buts auxerrois. Le Crom devient la doublure idéale. Il est prêté à Châteauroux lors de la saison 1996-1997 et remporte le titre de champion de France de D2. La saison suivante il est de nouveau prêté par l'AJ Auxerre à un club de D2 : Valence. Après ses deux prêts il passe quatre saisons dans l'Yonne en tant que doublure de Fabien Cool. Il dispute ainsi seulement trois matchs en quatre ans.
Il quitte la Bourgogne en 2002 et rejoint l'En Avant de Guingamp. Titulaire indiscutable, ses bonnes performances attirent l'œil de Jacques Santini, sélectionneur de l'équipe de France qui le présélectionne dans une liste de 37 joueurs pour la Coupe des Confédérations en mai 2003, bien longtemps après qu'il a connu la présélection Espoirs. Il est de nouveau présélectionné en août 2003 pour le match Suisse-France et en février 2004 pour le match France-Belgique, puis dans la liste des 38 pour l'Euro 2004. Mais l'EAG est relégué en L2, et Le Crom souhaite continuer à évoluer au plus haut niveau. Il est alors prêté à l'AS Saint-Étienne pour un an avec option d'achat, mais en tant que doublure de Jérémie Janot. Il quitte les Verts au bout d'une saison pour l'ES Troyes AC où il est titulaire.
Le 3 juillet 2007 il quitte Troyes, relégué en Ligue 2 pour signer un contrat de deux ans avec le Racing Club de Lens. Vedran Runje occupe les buts du RC Lens et il est une nouvelle fois la doublure. La campagne de coupe de la ligue l'amène en finale devant le Paris SG au stade de France. De nouveau descendu avec son club, Le Crom rejoint le 23 juillet 2008 Grenoble pour deux ans. À la fin de la saison 2009-2010, son contrat n'est pas renouvelé.
En décembre 2010, il signe à Nancy pour six mois en tant que doublure. Son contrat prend effet le 1er janvier 2011, date d'ouverture du mercato hivernal.
Le jeudi 7 juillet 2011, sans club, il s'entraîne avec le Paris Saint-Germain, où Antoine Kombouaré souhaite avoir trois gardiens pour sa préparation. Il rejoint donc Nicolas Douchez et Alphonse Areola pour la pré-saison 2011-2012 du club de la capitale. Le mardi 26 juillet 2011, il est retenu dans le groupe du Paris SG pour les matchs amicaux face à Innsbruck et la Roma à la suite de la blessure du gardien numéro 1, Nicolas Douchez.
En octobre 2011 le Nîmes Olympique, alors en National, lui propose une collaboration qu'il refuse.
Le 12 janvier 2012, il s'engage pour une durée de six mois avec le Paris SG. Il est quatrième dans la hiérarchie des gardiens derrière Sirigu, Douchez et Areola. Son contrat est ensuite renouvelé pour la saison suivante. Comme en 2011, il dispute les rencontres amicales de pré-saison. Il dispute ainsi, le 12 juillet 2012, la 2e période du match face au Stegersbach, club de 3e division autrichienne, victoire 9-0. Il ne participe qu'à un seul match officiel avec l'équipe première durant la saison 2012-2013, la dernière rencontre du championnat français, rentrant à la place de Alphonse Areola, mais il est expulsé après 20 minutes de jeu, pour une faute dans la surface. Ce match lui permet de devenir champion de France. À l'issue de la saison 2012-2013 il annoncera sa retraite professionnelle.

### Beach-soccer (depuis 2014)
En 2014, Ronan Le Crom rencontre Éric et Joël Cantona qui lui proposent d'intégrer l'équipe de France de football de plage. « Ils ont piqué ma curiosité, j’ai donc décidé d’essayer. Après une longue carrière chez les pros, c’est gratifiant de commencer une nouvelle aventure sous le maillot bleu. »

### Carrière après le football
Il est commercial à Europ Sports Assur, au sein de l'UNFP, un cabinet d'assurance proposant des assurances spécialisées aux footballeurs professionnels.

## Statistiques
| Saison                | Club                  | Championnat           | Championnat | Championnat | Coupe nationale | Coupe nationale | Coupe de la Ligue | Coupe de la Ligue | Compétition(s) continentale(s) | Compétition(s) continentale(s) | Compétition(s) continentale(s) | Total | Total |
| Saison                | Club                  | Division              | M.          | B.          | M.              | B.              | M.                | B.                | Comp.                          | M.                             | B.                             | M.    | B.    |
| 1996-1997             | LB Châteauroux (prêt) | Division 2            | 17          | 0           | -               | -               | -                 | -                 | -                              | -                              | -                              | 17    | 0     |
| 1997-1998             | ASOA Valence (prêt)   | Division 2            | 17          | 0           | 1               | 0               | -                 | -                 | -                              | -                              | -                              | 18    | 0     |
| 1998-1999             | AJ Auxerre            | Division 1            | -           | -           | -               | -               | -                 | -                 | -                              | -                              | -                              | 0     | 0     |
| 1999-2000             | AJ Auxerre            | Division 1            | 1           | 0           | -               | -               | -                 | -                 | -                              | -                              | -                              | 1     | 0     |
| 2000-2001             | AJ Auxerre            | Division 1            | 1           | 0           | 4               | 0               | -                 | -                 | CI                             | 2                              | 0                              | 7     | 0     |
| 2001-2002             | AJ Auxerre            | Division 1            | 1           | 0           | -               | -               | -                 | -                 | -                              | -                              | -                              | 1     | 0     |
| 2002-2003             | EA Guingamp           | Ligue 1               | 38          | 0           | 3               | 0               | 2                 | 0                 | -                              | -                              | -                              | 43    | 0     |
| 2003-2004             | EA Guingamp           | Ligue 1               | 38          | 0           | 1               | 0               | 1                 | 0                 | CI                             | 2                              | 0                              | 42    | 0     |
| 2004-2005             | AS Saint-Étienne      | Ligue 1               | -           | -           | 1               | 0               | -                 | -                 | -                              | -                              | -                              | 1     | 0     |
| 2005-2006             | ES Troyes AC          | Ligue 1               | 38          | 0           | 1               | 0               | 1                 | 0                 | -                              | -                              | -                              | 40    | 0     |
| 2006-2007             | ES Troyes AC          | Ligue 1               | 35          | 0           | -               | -               | 1                 | 0                 | -                              | -                              | -                              | 36    | 0     |
| 2007-2008             | RC Lens               | Ligue 1               | -           | -           | 1               | 0               | 5                 | 0                 | -                              | -                              | -                              | 6     | 0     |
| 2008-2009             | Grenoble Foot 38      | Ligue 1               | 1           | 0           | 5               | 0               | -                 | -                 | -                              | -                              | -                              | 6     | 0     |
| 2009-2010             | Grenoble Foot 38      | Ligue 1               | 16          | 0           | 2               | 0               | 1                 | 0                 | -                              | -                              | -                              | 19    | 0     |
| 2010-2011             | AS Nancy-Lorraine     | Ligue 1               | -           | -           | -               | -               | -                 | -                 | -                              | -                              | -                              | 0     | 0     |
| 2011-2012             | Paris SG              | Ligue 1               | -           | -           | -               | -               | -                 | -                 | -                              | -                              | -                              | 0     | 0     |
| 2012-2013             | Paris SG              | Ligue 1               | 1           | 0           | -               | -               | -                 | -                 | -                              | -                              | -                              | 1     | 0     |
| Total sur la carrière | Total sur la carrière | Total sur la carrière | 204         | 0           | 19              | 0               | 11                | 0                 | -                              | 4                              | 0                              | 238   | 0     |

## Palmarès
- Champion de France en 2013 avec le Paris Saint-Germain
- Champion de France de Ligue 2 en 1997 avec La Berrichonne de Châteauroux
- Finaliste de la Coupe de la Ligue en 2008 avec le RC Lens